# Lochness (албум)
Lochness је студијски албум италијанске певачице Мине. Издат је 1993. године за издавачке куће PDU.

## Списак пјесама

### Први део
1. Everything Happens to Me — 5:35
2. Joana Francesa — 3:48
3. Body and Soul / Non so dir (ti voglio bene) / Nuages — 5:58
4. Nostalgias — 4:06
5. Parlami d'amore Mariù — 2:01
6. Love Me — 3:23
7. Adoro — 4:35
8. Con il nastro rosa — 4:55
9. La notte — 3:52
10. Teorema — 4:47

### Други део
1. Si, l'amore — 4:05
2. L'irriducibile — 4:20
3. Stile libero — 3:02
4. Raso — 4:30
5. Mille motivi — 4:36
6. Se avessi tempo — 4:14
7. Om mani peme hum — 4:57
8. Sì che non sei tu — 3:00
9. Ti accompagnerò — 4:42
10. Ninna pà — 2:57

## Позиције на листама
| Листа (1993)              | Највиша позиција |
| ------------------------- | ---------------- |
| Европа (Music & Media)    | 29               |
| Италија (Musica e dischi) | 1                |